# Bauernendspiel
Das Bauernendspiel ist ein Endspiel beim Schach, in dem außer den beiden Königen nur noch ein Bauer oder mehrere Bauern auf dem Schachbrett sind. Es gewinnt in der Regel diejenige Partei, die zuerst einen Bauern auf der gegnerischen Grundreihe in eine Dame umwandelt.
Werden alle Bauern abgetauscht oder kann der verteidigende König vor dem letzten auf dem Brett verbliebenen Freibauern den gegnerischen König an der Besetzung eines sogenannten Schlüsselfeldes hindern, endet die Partie remis, siehe Endspiel König und Bauer gegen König. Mit einem einzelnen Randbauern kann der Angreifer nur gewinnen, wenn der verteidigende König kein Feld vor dem Bauern erreichen und auch nicht den angreifenden König am Umwandlungsfeld einschließen kann.
Eine der bekanntesten Studien zum Bauernendspiel komponierte Richard Réti. Das zwei Zwecken gleichzeitig dienende Königsmanöver entlang einer Diagonalen wird seitdem als Réti-Manöver bezeichnet.

## Zentrale Begriffe und Methoden
Die zentralen Begriffe der elementaren Endspiele Endspiel König und Bauer gegen König sind unter anderem Zugzwang, Opposition und Schlüsselfelder. Hilfreich ist auch die Kenntnis der Quadratregel und des Dreiecksmanövers.
Im Folgenden wird angenommen, dass Weiß die Partei mit dem Bauern ist.

### Quadratregel
Die Quadratregel erleichtert die Berechnung, ob ein König den gegnerischen Bauern bis zur Umwandlung einholen kann, sofern dieser nicht von seinem eigenen König unterstützt wird (zum Beispiel, weil dieser weit entfernt ist).
|   | a | b | c | d | e | f | g | h |   |
| 8 |   |   |   |   |   |   |   |   | 8 |
| 7 |   |   |   |   |   |   |   |   | 7 |
| 6 |   |   |   |   |   |   |   |   | 6 |
| 5 |   |   |   |   |   |   |   |   | 5 |
| 4 |   |   |   |   |   |   |   |   | 4 |
| 3 |   |   |   |   |   |   |   |   | 3 |
| 2 |   |   |   |   |   |   |   |   | 2 |
| 1 |   |   |   |   |   |   |   |   | 1 |
|   | a | b | c | d | e | f | g | h |   |

Man denkt sich ein Quadrat, dessen eine Kante von dem Bauern bis zur Grundlinie reicht. Die andere Seite wird in Richtung des gegnerischen Königs gebildet.
Quadratregel: Wenn der schwarze König sich in dem Quadrat befindet oder dieses betreten kann, dann kann er den Bauern bis zu dessen Umwandlung erreichen.
Das bedeutet in diesem Beispiel: Ist Schwarz am Zug, dann betritt der schwarze König das Quadrat und holt den Bauern ein: 1. … Kf4 2. b5 Ke5 3. b6 Kd6 4. b7 Kc7 5. b8D+ Kxb8.
Ist dagegen Weiß am Zug, dann kommt der schwarze König nach 1. b5 zu spät.
Ausnahmen:
- Ein Bauer auf der 2. Reihe wird aufgrund seines Doppelschrittes genauso behandelt wie ein Bauer auf der 3. Reihe.
- Die Quadratregel kann nur bei einem Freibauern verwendet werden, der auch von keiner anderen vom König verschiedenen Figur aufgehalten werden kann.
- Der direkte Weg des Königs zum Freibauern muss frei sein. Wenn im Diagramm ein Bauer etwa auf d6 steht, dann kann der König den Freibauern nicht mehr erreichen.
- Beispiel: Studie von Ladislav Prokeš, Groš, 1938

Die Quadratregel wurde erstmals von dem österreichischen Schachmeister Johann Berger (1845–1933) formuliert, vgl. aber dazu das Réti-Manöver.

### Opposition und Zugzwang
Wenn die beiden Könige auf derselben Reihe oder Linie stehen und zwischen ihnen nur ein Feld liegt, spricht man von „Opposition“. Die beiden Könige blockieren sich so gegenseitig. Bewegt sich ein König seitlich weg, so kann der andere König in der Regel erneut eine Oppositionsstellung erreichen und ihm so dauerhaft den Weg abschneiden. Mit „Zugzwang“ meint man eine Situation, in der es für den Spieler am Zug besser wäre, keinen Zug ausführen zu müssen. Beide Motive, Opposition und Zugzwang, sind in Bauernendspielen von zentraler Bedeutung.
Der Artikel Zugzwang zeigt ein wichtiges Beispiel, wann Weiß gewinnen kann oder wann die Partie remis endet. Erreicht Schwarz diesen Stellungstyp mit Weiß am Zug, dann ist die Partie remis.
|   | a | b | c | d | e | f | g | h |   |
| 8 |   |   |   |   |   |   |   |   | 8 |
| 7 |   |   |   |   |   |   |   |   | 7 |
| 6 |   |   |   |   |   |   |   |   | 6 |
| 5 |   |   |   |   |   |   |   |   | 5 |
| 4 |   |   |   |   |   |   |   |   | 4 |
| 3 |   |   |   |   |   |   |   |   | 3 |
| 2 |   |   |   |   |   |   |   |   | 2 |
| 1 |   |   |   |   |   |   |   |   | 1 |
|   | a | b | c | d | e | f | g | h |   |

Spielt Schwarz korrekt, dann kann Weiß diese Stellung auch dann nicht gewinnen, wenn Schwarz am Zug ist. Richtig ist 1. … Kc8! Falls 2. Kb6 Kb8! (Opposition) 3. c7+ Kc8. Dies ist eine Stellung gegenseitigen Zugzwangs mit Weiß am Zug: Entweder wird Schwarz patt oder der Bauer geht verloren.
Zur gleichen Situation führt der Versuch 2. Kd6 Kd8! (Opposition) 3. c7+ Kc8.
Fehlerhaft wäre in diesem Beispiel der schwarze Zug 1. … Kd8??. Es folgt 2. Kd6 Kc8 3. c7. Damit wird die Zugzwangsstellung mit Schwarz am Zug erreicht. Es folgt 3. … Kb7 4. Kd7 nebst Umwandlung und Weiß gewinnt. Analog verliefe 1. … Kb8?? 2. Kb6 Kc8 3. c7 Kd7 4. Kb7
Regel 1: Weiß gewinnt nur dann, wenn sein König bei gleichzeitiger Deckung seines Bauern die 7. Reihe und so die Bauernumwandlung in eine Dame unterstützt.
Schwarz versucht, dies zu verhindern, insbesondere mit Hilfe des Motivs Opposition.
Regel 2: Zieht der Bauer mit Schachgebot auf die 7. Reihe und wird er von seinem König auf der 6. Reihe gedeckt, dann ist die Partie remis (Der schwarze König zieht hinter den Bauern). Geschieht das gleiche ohne Schachgebot, dann gewinnt Weiß.

### Schlüsselfelder
Ein wichtiger Begriff in elementaren Bauernendspielen sind die Schlüsselfelder.
Das Betreten eines Schlüsselfeldes durch den König sichert das Erreichen eines bestimmten Teilziels. Je nach Stellungstyp kann das zum Beispiel Umwandlung oder Bauerngewinn sein.
|   | a | b | c | d | e | f | g | h |   |
| 8 |   |   |   |   |   |   |   |   | 8 |
| 7 |   |   |   |   |   |   |   |   | 7 |
| 6 |   |   |   |   |   |   |   |   | 6 |
| 5 |   |   |   |   |   |   |   |   | 5 |
| 4 |   |   |   |   |   |   |   |   | 4 |
| 3 |   |   |   |   |   |   |   |   | 3 |
| 2 |   |   |   |   |   |   |   |   | 2 |
| 1 |   |   |   |   |   |   |   |   | 1 |
|   | a | b | c | d | e | f | g | h |   |

Im Endspiel König und Bauer gegen König gilt:
Hat der König des Bauern ein Schlüsselfeld betreten, so ist die Umwandlung des Bauern bei richtigem Spiel nicht mehr zu verhindern und die Partie wird gewonnen. Bei der Vorausberechnung von Abwicklungen kann in einem Variantenzweig abgebrochen werden, wenn eine solche Stellung erreicht wird.
|   | a | b | c | d | e | f | g | h |   |
| 8 |   |   |   |   |   |   |   |   | 8 |
| 7 |   |   |   |   |   |   |   |   | 7 |
| 6 |   |   |   |   |   |   |   |   | 6 |
| 5 |   |   |   |   |   |   |   |   | 5 |
| 4 |   |   |   |   |   |   |   |   | 4 |
| 3 |   |   |   |   |   |   |   |   | 3 |
| 2 |   |   |   |   |   |   |   |   | 2 |
| 1 |   |   |   |   |   |   |   |   | 1 |
|   | a | b | c | d | e | f | g | h |   |

Nachfolgende Regel gilt für Bauern, die keine Randbauern sind:
Hat der Bauer die Mittellinie zwischen der 4. und 5. Reihe noch nicht überschritten, so gibt es drei Schlüsselfelder. Sie liegen zwei Reihen vor dem Bauern auf seiner und den beiden angrenzenden Linien.
Nach Überschreiten der Mittellinie gibt es sechs Schlüsselfelder. Sie liegen eine und zwei Reihen vor dem Bauern auf seiner und den beiden angrenzenden Linien (siehe nebenstehendes Diagramm).
Beim Kampf der Könige um die Schlüsselfelder spielen mitunter die Methoden der Umgehung und der Abdrängung eine wichtige Rolle.
Im Endspiel König und Randbauer gegen König gibt es stets zwei Schlüsselfelder. Sie liegen neben dem Umwandlungsfeld des Bauern auf dessen Nachbarlinie, unabhängig von der exakten Position des Randbauern. Die Besetzung eines der beiden Schlüsselfelder durch den König verhindert sowohl Remis durch Marsch des Königs der schwächeren Seite zum Umwandlungsfeld als auch die Einsperrung des Königs der Bauernseite.

## Theoretische Bauernendspiele

### Einzelner Bauer gegen König
Nach den elementaren Mattführungen zählt dieses Endspiel zu den wichtigsten und grundlegendsten Endspielen. Die Kenntnis dieses Endspiels ist wichtig, da fast alle Endspiele durch Abtausch oder teils Opfer in dieses Endspiel übergehen können. Außer den allgemeinen Schachregeln erfordert dieses Endspiel keine Vorkenntnisse und wird daher auch Anfängern empfohlen. Das Studium komplexerer Stellungen mit zusätzlichen Bauern oder Figuren baut dagegen auf der Kenntnis der Bauer-gegen-König-Endspiele auf. Im Wesentlichen geht es um die Frage, ob der Bauer in eine Dame umgewandelt werden kann. Mit dem Bauern selbst ist kein Matt möglich. Die möglichen Ergebnisse sind also ein Sieg der Bauernpartei oder ein Remis (Unentschieden). Die bauernlose Seite kann wegen ungenügenden Materials grundsätzlich nicht mehr gewinnen.

### Zwei Bauern gegen König
|   | a | b | c | d | e | f | g | h |   |
| 8 |   |   |   |   |   |   |   |   | 8 |
| 7 |   |   |   |   |   |   |   |   | 7 |
| 6 |   |   |   |   |   |   |   |   | 6 |
| 5 |   |   |   |   |   |   |   |   | 5 |
| 4 |   |   |   |   |   |   |   |   | 4 |
| 3 |   |   |   |   |   |   |   |   | 3 |
| 2 |   |   |   |   |   |   |   |   | 2 |
| 1 |   |   |   |   |   |   |   |   | 1 |
|   | a | b | c | d | e | f | g | h |   |

Weiß am Zug gewinnt mit 1. Ke6! Kd8 2. Kd5! Kxd7 3. b6! Kd8 4. Kd6 Kc8 5. Kc6
Zwei Bauern gewinnen fast immer gegen einen König. 95 % aller Stellungen sind gewonnen. Die wenigen Remisstellungen beinhalten Stellungen, bei denen einer der Bauern verloren geht und das Endspiel mit nur noch einem Bauern Remis ist, sowie insbesondere Stellungen mit doppelten Randbauern (zwei a-Bauern oder zwei h-Bauern) sowie sehr weit vorgerückte Doppelbauern die zu Patt führen können.

### Ein Bauer gegen einen Bauer
|   | a | b | c | d | e | f | g | h |   |
| 8 |   |   |   |   |   |   |   |   | 8 |
| 7 |   |   |   |   |   |   |   |   | 7 |
| 6 |   |   |   |   |   |   |   |   | 6 |
| 5 |   |   |   |   |   |   |   |   | 5 |
| 4 |   |   |   |   |   |   |   |   | 4 |
| 3 |   |   |   |   |   |   |   |   | 3 |
| 2 |   |   |   |   |   |   |   |   | 2 |
| 1 |   |   |   |   |   |   |   |   | 1 |
|   | a | b | c | d | e | f | g | h |   |

Dieses Endspiel baut auf den Kenntnissen des Endspiels König und Bauer gegen König auf. Je nachdem auf welchen Linien die Bauern stehen, werden drei Fälle unterschieden.
1. Auf derselben Linie, mit dem Spezialfall der blockierten Bauern, die sich direkt gegenüber stehen und nicht mehr bewegen können.
2. Auf benachbarten Linien. Hier können sich die Bauern grundsätzlich noch bewegen, aber beim Vorrücken kommen sie miteinander in Kontakt und können getauscht werden.
3. Freibauern, wenn sie weiter entfernt sind. Dann entsteht häufig ein Bauernwettrennen. Das bekannteste Beispiel ist das Réti-Manöver.

### Zwei Bauern gegen einen Bauern
|   | a | b | c | d | e | f | g | h |   |
| 8 |   |   |   |   |   |   |   |   | 8 |
| 7 |   |   |   |   |   |   |   |   | 7 |
| 6 |   |   |   |   |   |   |   |   | 6 |
| 5 |   |   |   |   |   |   |   |   | 5 |
| 4 |   |   |   |   |   |   |   |   | 4 |
| 3 |   |   |   |   |   |   |   |   | 3 |
| 2 |   |   |   |   |   |   |   |   | 2 |
| 1 |   |   |   |   |   |   |   |   | 1 |
|   | a | b | c | d | e | f | g | h |   |

Hier gibt es zahlreiche Beispiele, die in der Literatur ausgiebig behandelt wurden:
- Stellungen mit blockiertem Bauernpaar und
  - gedecktem Freibauern. Er führt sehr häufig zum Sieg.
  - rückständigem Bauern. Hier sind die Remischancen größer. Eine bekannte Stellung wurde bereits 1747 von Philidor untersucht.
  - isolierten Freibauern. Mit dem Sonderfall der blockierten Randbauern, die in der Bährschen Regel beschrieben wird.
- Stellungen ohne blockierte Bauern.

## Bauernendspiele mit mehreren Bauern

### Bildung eines Freibauern
|   | a | b | c | d | e | f | g | h |   |
| 8 |   |   |   |   |   |   |   |   | 8 |
| 7 |   |   |   |   |   |   |   |   | 7 |
| 6 |   |   |   |   |   |   |   |   | 6 |
| 5 |   |   |   |   |   |   |   |   | 5 |
| 4 |   |   |   |   |   |   |   |   | 4 |
| 3 |   |   |   |   |   |   |   |   | 3 |
| 2 |   |   |   |   |   |   |   |   | 2 |
| 1 |   |   |   |   |   |   |   |   | 1 |
|   | a | b | c | d | e | f | g | h |   |

Im rechten Diagramm kann man die Bauern einteilen in Kandidaten, Wächter und Helfer.
Aus Sicht von Weiß ist der Bauer auf h3 ein Kandidat. Ein Kandidat ist noch kein Freibauer, denn die Linie vor ihm ist zwar frei von schwarzen Bauern, aber auf der Linie links oder rechts von ihm befindet sich noch mindestens ein Wächter.
Der Wächter zum weißen Kandidaten auf h3 ist der schwarze Bauer auf g6. Er bewacht die h- und die f-Linie vor ihm.
Obwohl eine Bauernendspielregel besagt: Der Kandidat zieht vor! (zuerst den Kandidaten, dann den Helfer ziehen), bedeutet das nicht, dass Weiß einfach den h-Bauern nach h8 durchmarschieren lassen soll. Da ein schwarzer Wächter auf g6 wartet, gelingt die Bildung eines Freibauerns nur mit Unterstützung des Bauern auf g3, der in diesem Beispiel der Helfer ist.
Aus Sicht von Weiß:
Kandidat: h3 Helfer: g3 eigene Wächter: c4, g3, h3 fremde Wächter: c6, d7, g6
Aus Sicht von Schwarz:
Kandidat: d7 Helfer: c6 eigene Wächter: c6, d7, g6 fremde Wächter: c4, g3, h3
Um einen Kandidaten zu einem Durchbruch zu verhelfen, erfordert es in der Regel mindestens so viele Helfer in der Nähe des Kandidaten, wie dort fremde Wächter vorhanden sind.
Weiß am Zug kann mit den Zügen h3–h4, g3–g4, h4–h5 einen Durchbruch starten. Ebenso kann Schwarz mit d7–d5 einen Durchbruch vorbereiten. Weil der Durchbruch von Schwarz schneller ist als der von Weiß, sollte Weiß nicht mit 1. h3–h4 beginnen, sondern mit 1 .c4–c5 ausnutzen, dass sich der schwarze Kandidat auf d7 noch hinter seinem Helfer c6 aufhält. Der schwarze Bauer auf d7 wird damit rückständig.

### Bauerndurchbruch
Ein Bauerndurchbruch ist die gewaltsame Bildung eines Freibauern mittels Bauernopfer.
|   | a | b | c | d | e | f | g | h |   |
| 8 |   |   |   |   |   |   |   |   | 8 |
| 7 |   |   |   |   |   |   |   |   | 7 |
| 6 |   |   |   |   |   |   |   |   | 6 |
| 5 |   |   |   |   |   |   |   |   | 5 |
| 4 |   |   |   |   |   |   |   |   | 4 |
| 3 |   |   |   |   |   |   |   |   | 3 |
| 2 |   |   |   |   |   |   |   |   | 2 |
| 1 |   |   |   |   |   |   |   |   | 1 |
|   | a | b | c | d | e | f | g | h |   |

Dieses Motiv wurde bereits 1766 von Carlo Cozio gezeigt. Ziel eines Bauerndurchbruchs ist die Bildung eines weit vorgerückten Freibauern.
Weiß am Zug gewinnt:

1. b6! cxb6

2. a6! bxa6

3. c6 nebst c6–c7–c8D.

Ebenso gewinnt Weiß nach

1. … axb6

2. c6! bxc6

3. a6 nebst a6–a7–a8D.

Ist Schwarz am Zug, dann kann er diesen Durchbruch mit
b7–b6 (Nicht aber mit 1. … c7–c6? 2. a6! (oder 1. … a7–a6? 2. c6!)) verhindern oder mit 1. … Kf5 das Quadrat des c-Bauern betreten, so dass der Durchbruch nicht mehr zum Erfolg führt (nach 2. b6 cxb6 3. a6 bxa6 4. c6 Ke6 hält der König den Bauern auf).
Ein weiterer Durchbruch im Bauernendspiel ist im Artikel über Carlo Salvioli zu finden.
Das Motiv kommt auch in Springerendspielen vor, denn auch dort gibt es keine weitreichenden Figuren.

### Pattvermeidung
|   | a | b | c | d | e | f | g | h |   |
| 8 |   |   |   |   |   |   |   |   | 8 |
| 7 |   |   |   |   |   |   |   |   | 7 |
| 6 |   |   |   |   |   |   |   |   | 6 |
| 5 |   |   |   |   |   |   |   |   | 5 |
| 4 |   |   |   |   |   |   |   |   | 4 |
| 3 |   |   |   |   |   |   |   |   | 3 |
| 2 |   |   |   |   |   |   |   |   | 2 |
| 1 |   |   |   |   |   |   |   |   | 1 |
|   | a | b | c | d | e | f | g | h |   |

Stehen Bauern neben dem Brettrand (auf der 2. oder 7. Reihe, bzw. auf der b- oder g-Linie), so gibt es als Verteidigung das Spiel auf Patt.
Lösung:
1. Kc3! Kb5

2. b4! Ka4 Nun wäre nach 3. Kc4? Schwarz patt.

3. b5! Kxb5

4. Kb3 und die Opposition von Weiß führt zur Eroberung eines der Schlüsselfelder a4 oder c4, was den Gewinn sichert.
Bei der Bauernumwandlung in eine Dame kann es in speziellen Positionen zum Patt kommen. Durch eine Unterverwandlung kann dies oft vermieden werden.
|   | a | b | c | d | e | f | g | h |   |
| 8 |   |   |   |   |   |   |   |   | 8 |
| 7 |   |   |   |   |   |   |   |   | 7 |
| 6 |   |   |   |   |   |   |   |   | 6 |
| 5 |   |   |   |   |   |   |   |   | 5 |
| 4 |   |   |   |   |   |   |   |   | 4 |
| 3 |   |   |   |   |   |   |   |   | 3 |
| 2 |   |   |   |   |   |   |   |   | 2 |
| 1 |   |   |   |   |   |   |   |   | 1 |
|   | a | b | c | d | e | f | g | h |   |

Nur die unverzügliche Unterverwandlung in einen Turm führt zum Gewinn:
1. c7–c8T! Ka7–b7 und Weiß gewinnt.
Die folgenden zwei Beispiele zeigen Positionen, bei denen auch die Unterverwandlung in einen Turm zum Patt führt.
|   | a | b | c | d | e | f | g | h |   |
| 8 |   |   |   |   |   |   |   |   | 8 |
| 7 |   |   |   |   |   |   |   |   | 7 |
| 6 |   |   |   |   |   |   |   |   | 6 |
| 5 |   |   |   |   |   |   |   |   | 5 |
| 4 |   |   |   |   |   |   |   |   | 4 |
| 3 |   |   |   |   |   |   |   |   | 3 |
| 2 |   |   |   |   |   |   |   |   | 2 |
| 1 |   |   |   |   |   |   |   |   | 1 |
|   | a | b | c | d | e | f | g | h |   |

Nur die Unterverwandlung in einen Springer führt zum Gewinn (eine Umwandlung in einen Läufer führt wegen der "falschen" Farbe lediglich zum Remis):
1. b7–b8S+! Ka6–b7

2. Sb8–d7 Kb7–c7

3. Sd7–e5 Kc7–b6

4. Ka4–b4 a7–a6

5. Se5–c4+ Kb6–c6

6. Kb4–a5 Kc6–d5

7. Sc4–b6+ Kd5–d6

8. Ka5xa6 nachdem der schwarze Bauer geschlagen wurde, kann der weiße Randbauer mit Unterstützung des Springers auf die letzte Reihe vorrücken und so Weiß zum Sieg führen.
|   | a | b | c | d | e | f | g | h |   |
| 8 |   |   |   |   |   |   |   |   | 8 |
| 7 |   |   |   |   |   |   |   |   | 7 |
| 6 |   |   |   |   |   |   |   |   | 6 |
| 5 |   |   |   |   |   |   |   |   | 5 |
| 4 |   |   |   |   |   |   |   |   | 4 |
| 3 |   |   |   |   |   |   |   |   | 3 |
| 2 |   |   |   |   |   |   |   |   | 2 |
| 1 |   |   |   |   |   |   |   |   | 1 |
|   | a | b | c | d | e | f | g | h |   |

Nur die Unterverwandlung in einen Läufer führt zum Gewinn (eine Umwandlung in einen Springer führt dagegen zum Verlust der weißen Bauern und damit zum Remis):
1. d7–d8L! Kc6–d5

2. Ld8–f6 c7–c5

3. d4xc5 Kd5xc5
 Weiß hat nun keine Mühe den verbliebenen Bauer in eine Dame zu verwandeln und so das Spiel zu gewinnen.